# Reichsvertretung der Deutschen Juden
Reichsvertretung der Deutschen Juden var en organisation i Nazityskland, verksam 1933–1943.
Organisationen grundades av judiska tyska medborgare och fungerade som en paraplyorganisation för judiska föreningar i Nazityskland, för att försvara judiska intressen under stigande förtryck och representera dessa inför regeringen. Bland annat grundades en separat välfärdsorganisation för att förse judiska medborgare med sociala tjänster av olika slag under en tid när judar alltmer uteslöts från olika samhällstjänster. Föreningen tilläts verka av regimen, men tvingades ombilda sig och anpassa sig vid flera tillfällen. 